# باولو بيلوكي
باولو بيلوكي (بالإيطالية: Paolo Bellucci)‏ (18 يناير 1986 في إيطاليا - ) هو لاعب كرة قدم إيطالي في مركز الهجوم. لعب مع نادي تورينو وASD Città di Foligno 1928 ‏ وASD Sporting Terni ‏ وUS Tolentino ‏ وASD Gualdo Casacastalda ‏.